# Kathrin Bringmann
Pour les articles homonymes, voir Bringmann.
Kathrin Bringmann est une mathématicienne allemande, née en 1977, travaillant à l'Université de Cologne, en Allemagne. Elle est spécialiste de théorie des nombres et a fait des contributions fondamentales à la théorie des fausses formes modulaires.

## Biographie
Kathrin Bringmann est née le 8 mai 1977 à Münster, en Allemagne. Elle étudie les mathématiques et la théologie à l'université de Wurtzbourg, en Allemagne ; elle obtient le Staatsexamen (de) (diplôme d'État) en 2002, et diplôme en mathématiques à Wurtzbourg en 2003. Elle soutient une thèse de doctorat en 2004 à l'université de Heidelberg, préparée sous la supervision de Winfried Kohnen (de). Au cours de la période 2004-07, elle est professeure associée Edward Burr Van Vleck à l'université du Wisconsin à Madison où elle commence sa collaboration avec Ken Ono. Après avoir brièvement occupé un poste de professeure associée à l'université du Minnesota, elle rejoint en 2008 l'université de Cologne en tant que professeure W2, et est professeure titulaire (W3) depuis 2014.

## Prix et distinctions
Kathrin Bringmann a reçu en 2009 le prix Alfried-Krupp de promotion de jeunes professeurs d'université, doté d'un million d'euros, un prix attribué par la Fondation Alfried Krupp von Bohlen und Halbach. Elle est le troisième mathématicien à recevoir ce prix. Elle a également reçu le prix SASTRA Ramanujan en 2009 pour sa contribution aux " domaines des mathématiques influencés par le génie de Srinivasa Ramanujan »,.

## Sélection de publications
- avec Ken Ono, « The f(q) mock theta function conjecture and partition ranks », Invent. Math., vol. 165, no 2,‎ 2006, p. 243–266.
- avec Ken Ono, « Arithmetic properties of coefficients of half-integral weight Maass-Poincaré series », Math. Ann., vol. 337, no 3,‎ 2007, p. 591-612.
- avec Ken Ono, « Dyson's ranks and Maass forms », Ann. of Math. (2), vol. 171, no 1,‎ 2010, p. 419-449.
- avec Karl Mahlburg, « An extension of the Hardy-Ramanujan circle method and applications to partitions without sequences », Amer. J. Math., vol. 133, no 4,‎ 2011, p. 1151-1178.
- avec Pavel Guerzhoy, Zachary Kent et Ken Ono, « Eichler-Shimura theory for mock modular forms », Math. Ann., vol. 355, no 3,‎ 2013, p. 1085-1121.
- avec Amanda Folsom, Ken Ono et Larry Rolen, Harmonic Maass Forms and Mock Modular Forms : Theory and Applications, American Mathematical Society, coll. « Colloquium Publications » (no 64), 2018, 391 p. (ISBN 978-1-4704-1944-8, lire en ligne).
- (en) Kathrin Bringmann, Yann Bugeaud, Titus Hilberdink et Jurgen Sander, Four Faces of Number Theory, Zurich, European Mathematical Society, coll. « EMS Series of Lectures in Mathematics », 2015, 198 p. (ISBN 978-3-03719-142-2, présentation en ligne).